# Ponte Vecchio (Ivrea)
Il Ponte Vecchio (in piemontese: Pont Vej) è il più antico ponte della città di Ivrea. Costruito sulla Dora Baltea, la sua prima realizzazione infatti risale all'epoca romana.

## Storia

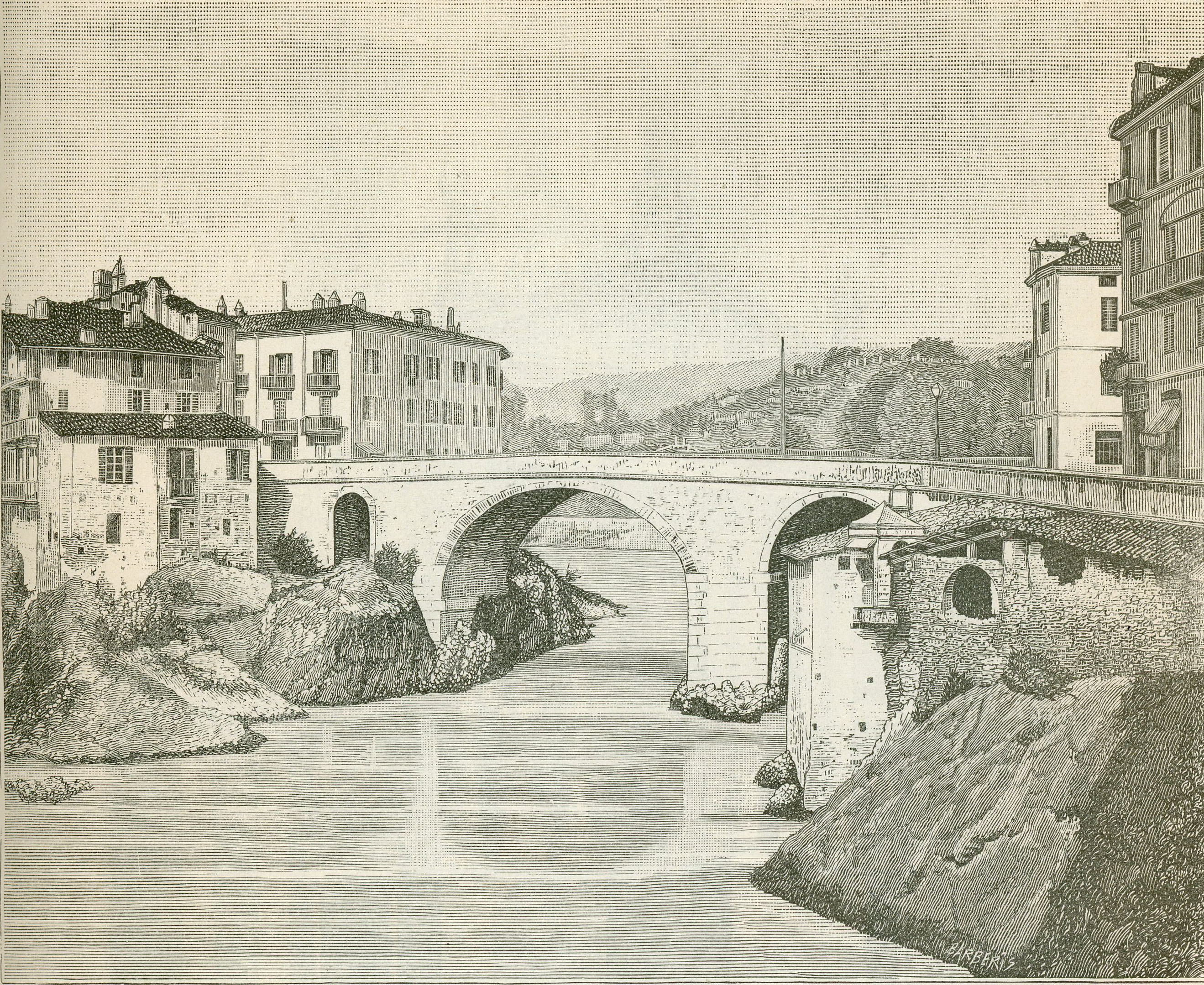
Il ponte Vecchio in una xilografia del 1890

Il ponte venne presumibilmente realizzato in epoca romana laddove il letto della Dora era più stretto. Infatti, durante i molteplici studi e scavi compiuti dagli archeologi sono rinvenuti laterizi romani, prova della preesistenza in sito di un ponte del I secolo a.C. A ulteriore sostegno dell'ipotesi sono le evidenti analogie progettuali presenti tra il ponte Vecchio ed altri ponti di origine romana posti a monte lungo il corso della Dora Baltea in Valle d’Aosta. All'epoca, il ponte presentava due sole arcate asimmetriche a tutto sesto, convergenti su un unico pilastro fondato sulla roccia viva sottostante.
Nei secoli successivi il ponte continuò a costituire un passaggio obbligato per chi dovesse attraversare la Dora ed entrare in Ivrea, continuando così un'importantissima funzione strategica. Le diverse piene del fiume portarono più volte al suo crollo e alla sua ricostruzione. Si ritiene inoltre lecito credere che a un certo punto le arcate fossero realizzate in legno, anche se è ragionevole ritenere che fosse già in pietra e laterizi entro la fine del XVII secolo: tale è infatti raffigurato nel Theatrum Sabaudiae del 1669. Di qualche anno successiva è invece una rappresentazione che, nel confermare i medesimi caratteri del ponte, suggerisce addirittura l’ipotesi che esso potesse essere coperto.
Il ponte venne distrutto nel 1704 durante l'assedio francese per permettere la difesa della città; solo nel 1716 Vittorio Amedeo II di Savoia lo fece ricostruire, facendo contestualmente allargare l’alveo per permettere un maggiore deflusso delle acque in caso di piene. La sua scarsa larghezza, di soli 4 metri, fu però il motivo di un'opera di allargamento ordinata da Carlo Felice nel 1830: allo stato precedente era infatti impossibile permettere un transito agevole in entrata e uscita ad Ivrea, al tempo in ascesa economica. I lavori compiuti non furono tuttavia sufficienti, tanto che nel 1860 venne inaugurato, a poca distanza, un secondo ponte, chiamato ponte Nuovo.

## Descrizione
Il ponte è realizzato in pietra e laterizio, e presenta tre arcate a tutto sesto. Una targa posta sul parapetto rivolto verso monte ne celebra la ricostruzione ad opera di Vittorio Amedeo.
| CANAPITIVM PONTEM ROMANORVM OPVS, BELLO DIRVTVM VICTOR AMEDEVS SICILIAE REX REDDITA PACE EXCISIS VTRIMQVE RVPIBVS AMPLIOREM RESTITVEBAT ANNO MDCCXVI |